# Ludwig Schläfli
Ludwig Schläfli (n. 15 ianuarie 1814, Seeberg⁠(d), Berna, Elveția – d. 20 martie 1895, Berna, Berna, Elveția) a fost un matematician elvețian, specializat în geometrie și analiză complexă (pe atunci numită teoria funcției), și a fost una dintre figurile principale în dezvoltarea noțiunii de spații cu mai multe dimensiuni. Conceptul de multidimensionalitate este omniprezent în matematică, a ajuns să joace un rol esențial în fizică și este un element comun în literatura science fiction.

## Viață și carieră

### Tinerețe și educație
Ludwig și-a petrecut cea mai mare parte a vieții în Elveția. S-a născut în Grasswil (acum parte a Seeberg), orașul natal al mamei sale. Familia s-a mutat apoi în Burgdorf, în apropiere, unde tatăl său lucra ca meseriaș. Tatăl său voia ca Ludwig să-i calce pe urme, dar Ludwig nu era făcut pentru muncă care implică efort fizic.
În schimb, datorită talentului său matematic, în 1829 i s-a permis să frecventeze Gimnaziul din Berna. Până atunci, învățase deja calculul diferențial din cartea lui Abraham Gotthelf Kästner, Mathematische Anfangsgründe der Analysis des Unendlichen (1761). În 1831 s-a transferat la Akademie din Berna pentru studii suplimentare. Până în 1834, Akademie devenise noua Universitate din Berna, unde acesta a început să studieze teologia.

### Perioada de predare
După ce a absolvit în 1836, a fost numit profesor de gimnaziu în orașul Thun. A stat acolo până în 1847, petrecându-și timpul liber studiind matematică și botanică în timp ce frecventa o dată pe săptămână universitatea din Berna.
Un moment decisiv în viața sa a venit în 1843. Schläfli plănuise să viziteze Berlinul și să cunoască comunitatea sa matematică, în special pe Jakob Steiner, un cunoscut matematician elvețian. Dar pe neașteptate Steiner a venit la Berna și cei doi s-au întâlnit. Nu numai că Steiner a fost impresionat de cunoștințele matematice ale lui Schläfli, dar a fost și foarte interesat de fluența lui Schläfli în italiană și franceză.
Steiner i-a propus lui Schläfli să-i asiste pe colegii lui berlinezi Carl Gustav Jacob Jacobi, Johann Peter Gustav Lejeune Dirichlet, Carl Wilhelm Borchardt și pe el însuși ca interpret într-o viitoare călătorie în Italia. Steiner i-a convins pe prietenii săi în felul următor, ceea ce indică că Schläfli trebuie să fi fost oarecum neîndemânatic în ceea ce privește treburile cotidiene:
... während er den Berliner Freunden den neugeworbenen Reisegefaehrten durch die Worte anpries, der sei ein ländlicher Mathematiker bei Bern, für die Welt ein Esel, aber Sprachen lerne er wie ein Kinderspiel, den wollten sie als Dolmetscher mit sich nehmen.
Traducere:
... în timp ce [Steiner] îl lăuda pe tovarășul său de călătorie recrutat recent la prietenii săi din Berlin, spunând că este un matematician rural lângă Berna, un măgar pentru lume [adică un om nu foarte practic], dar că a învățat limbi ca într-o joacă de copii, au vrut să-l ia cu ei ca interpret.
Schläfli i-a însoțit în Italia și a beneficiat mult de călătorie. Au fost plecați mai mult de șase luni, timp în care Schläfli chiar a tradus unele dintre lucrările matematice ale celorlalți în italiană.

### Sfârșitul vieții
Schläfli a întreținut corespondența cu Steiner până în 1856. Perspectivele care i-au fost deschise l-au încurajat să vină pe un post la universitatea din Berna în 1847, unde a fost confirmat în 1848. A rămas acolo până la pensionarea sa în 1891 și și-a petrecut timpul rămas studiind limba sanscrită și traducând scriptura hindusă Rig Veda în germană, până la moartea sa în 1895.

## Dimensiuni superioare
Schläfli este unul dintre cei trei arhitecți ai geometriei multidimensionale, împreună cu Arthur Cayley și Bernhard Riemann. În jurul anului 1850, conceptul general al spațiului euclidian nu fusese dezvoltat – dar ecuațiile liniare cu {\displaystyle n} variabile erau bine înțelese. În anii 1840 William Rowan Hamilton a dezvoltat cuaternionii, iar John T. Graves și Arthur Cayley octonionii. Ultimele două sisteme au bazele 4, respectiv 8, și au sugerat o interpretare analogă a coordonatelor carteziene în spațiul tridimensional.
Din 1850 până în 1852 Schläfli a lucrat la capodopera sa, Theorie der vielfachen Kontinuität, în care a început studiul geometriei liniare a spațiului {\displaystyle n}-dimensional. De asemenea, el a definit sfera {\displaystyle n}-dimensională și i-a calculat volumul. Apoi a vrut ca această lucrare să fie publicată. A fost trimisă la Akademie din Viena, dar a fost refuzată din cauza dimensiunii sale. Ulterior a fost trimisă la Berlin, cu același deznodământ. După o lungă pauză birocratică, Schläfli a fost rugat în 1854 să scrie o versiune mai scurtă, dar nu a făcut-o. Steiner a încercat apoi să-l ajute să publice lucrarea în Journal für die reine und angewandte Mathematik, cunoscut drept „Jurnalul lui Crelle”, dar cumva lucrurile nu au funcționat. Motivele exacte rămân necunoscute. Porțiuni din lucrare au fost publicate în 1860 de Cayley în limba engleză. Întregul manuscris a fost publicat pentru prima oară abia în 1901, după moartea lui Schläfli. Prima recenzie a cărții a apărut apoi în jurnalul de matematică olandez Nieuw Archief voor de Wiskunde în 1904, scrisă de matematicianul olandez Pieter Hendrik Schoute.
În această perioadă, Riemann a susținut în 1854 celebra sa teză de abilitare Über die Hypothesen welche der Geometrie zu Grunde liegen și a introdus conceptul de varietate {\displaystyle n}-dimensională. Conceptul de spații multidimensionale începea să înflorească.
Mai jos este un extras din prefața cărții Theorie der vielfachen Kontinuität:
Die Abhandlung, die ich hier der Kaiserlichen Akademie der Wissenschaften vorzulegen die Ehre habe, enthält einen Versuch, einen neuen Zweig der Analysis zu begründen und zu bearbeiten, welcher, gleichsam eine analytische Geometrie von {\displaystyle n} Dimensionen, diejenigen der Ebene und des Raumes als spezielle Fälle fuer {\displaystyle n=2,3} in sich enthielte. Ich nenne denselben Theorie der vielfachen Kontinuität überhaupt in demselben Sinne, wie man zum Beispiel die Geometrie des Raumes eine Theorie der dreifachen Kontinuität nennen kann. Wie in dieser eine Gruppe von Werten der drei Koordinaten einen Punkt bestimmt, so soll in jener eine Gruppe gegebener Werte der {\displaystyle n} Variabeln {\displaystyle x,y,\ldots } eine Lösung bestimmen. Ich gebrauche diesen Ausdruck, weil man bei einer oder mehreren Gleichungen mit vielen Variabeln jede genügende Gruppe von Werten auch so nennt; das Ungewöhnliche der Benennung liegt nur darin, daß ich sie auch noch beibehalte, wenn gar keine Gleichung zwischen den Variabeln gegeben ist. In diesem Falle nenne ich die Gesamtheit aller Lösungen die {\displaystyle n}-fache Totalität; sind hingegen {\displaystyle 1,2,3,\ldots } Gleichungen gegeben, so heißt bzw. die Gesamtheit ihrer Lösungen {\displaystyle n-1}-faches, {\displaystyle n-2}-faches, {\displaystyle n-3}-faches, ... Kontinuum. Aus der Vorstellung der allseitigen Kontinuität der in einer Totalität enthaltenen Lösungen entwickelt sich diejenige der Unabhängigkeit ihrer gegenseitigen Lage von dem System der gebrauchten Variabeln, insofern durch Transformation neue Variabeln an ihre Stelle treten können. Diese Unabhängigkeit spricht sich aus in der Unveränderlichkeit dessen, was ich den Abstand zweier gegebener Lösungen ({\displaystyle x,y,\ldots }), ({\displaystyle x',y',\ldots }) nenne und im einfachsten Fall durch
definiere, indem ich gleichzeitig das System der Variabeln ein orthogonales heiße, [...]
Traducere:
Tratatul pe care, aici, am onoarea să îl prezint Academiei Imperiale de Științe este o încercare de a înființa și dezvolta o nouă ramură a Analizei care, asemenea unei geometrii analitice în {\displaystyle n} dimensiuni, care ar conține în sine geometria planului și a spațiului, pentru {\displaystyle n=2,3} sub formă de cazuri particulare. Numesc aceasta teoria continuității multiple, în general în același sens, în care geometria spațiului se poate numi geometria continuității triple. Așa cum în aceasta, un grup de valori ale celor trei coordonate determină un punct, tot așa, în aceasta, un grup de valori date celor {\displaystyle n} variabile {\displaystyle x,y,\ldots } trebuie să determine o soluție. Folosesc această expresie, pentru că, și în cazul uneia sau mai multor ecuații cu multe variabile, fiecare „grup” suficient de valori este denumit astfel. Singurul lucru neobișnuit despre această denumire este că o păstrez chiar și atunci când nu sunt date niciun fel de ecuații între variabile. În acest caz, numesc mulțimea soluțiilor totalitate {\displaystyle n}-tuplă. Însă, atunci când sunt date ecuațiile {\displaystyle 1,2,3,\ldots }, totalitatea soluțiilor se numește continuitate de grad {\displaystyle n-1,n-2,n-3}, ... continuu. Din prezentarea continuității generale care se dezvoltă în totalitatea soluțiilor conținute rezultă independența pozițiilor lor relative [ale variabilelor] în sistemul de variabile utilizate, în măsura în care noile variabile ar putea să le ia locul prin transformare. Această independență se exprimă prin inalterabilitatea acestui lucru, pe care o numesc distanța dintre două soluții date ({\displaystyle x,y,\ldots }), ({\displaystyle x',y',\ldots }) și definită în cel mai simplu caz prin:
pe care, în același timp, îl numesc sistem de variabile ortogonal [...]
Se poate vedea cum el încă se gândește la punctele din spațiul {\displaystyle n}-dimensional ca soluții la ecuații liniare și cum are în vedere un sistem fără ecuații, obținând astfel toate punctele posibile ale {\displaystyle \mathbf {R} ^{n}}, așa cum am spune acum. El a diseminat conceptul în articolele pe care le-a publicat în anii 1850 și 1860 și a progresat rapid. Până în 1867, el începe un articol spunând „Considerăm spațiul {\displaystyle n}-tuplurilor de puncte. [...]”. Acest lucru indică nu numai că a avut un control ferm asupra lucrurilor, ci și că publicul său nu a avut nevoie de o explicație lungă a acestuia.

## Politopuri
În Theorie der Vielfachen Kontinuität el continuă să definească ceea ce el numește „polischeme”, astăzi numite politopuri, care sunt analogii în mai multe dimensiuni ale poligoanelor și poliedrelor. El le dezvoltă teoria și găsește, printre altele, versiunea cu mai multe dimensiuni a formulei lui Euler. El determină politopurile regulate, adică verii {\displaystyle n}-dimensionali ai poligoanelor regulate și ai corpurilor lui Platon. Se pare că sunt șase în dimensiunea patru și trei în toate dimensiunile superioare.
Deși Schläfli era cunoscut colegilor săi din a doua jumătate a secolului al XIX-lea, mai ales pentru contribuțiile sale la analiza complexă, lucrările sale de început în geometrie nu au reușit să atragă atenția timp de mulți ani. La începutul secolului al XX-lea Pieter Hendrik Schoute a început să lucreze la studiul politopurilor împreună cu Alicia Boole Stott. Ea a redemonstrat rezultatul lui Schläfli în ceea ce privește politopurile regulate doar pentru dimensiunea 4 și apoi i-a redescoperit cartea. Mai târziu, Willem Abraham Wijthoff a studiat politopurile semiregulate, iar această lucrare a fost continuată de H.S.M. Coxeter, John Conway și alții. Există încă multe probleme de rezolvat în aceast domeniu de cercetare deschis de Ludwig Schläfli.